# Farm

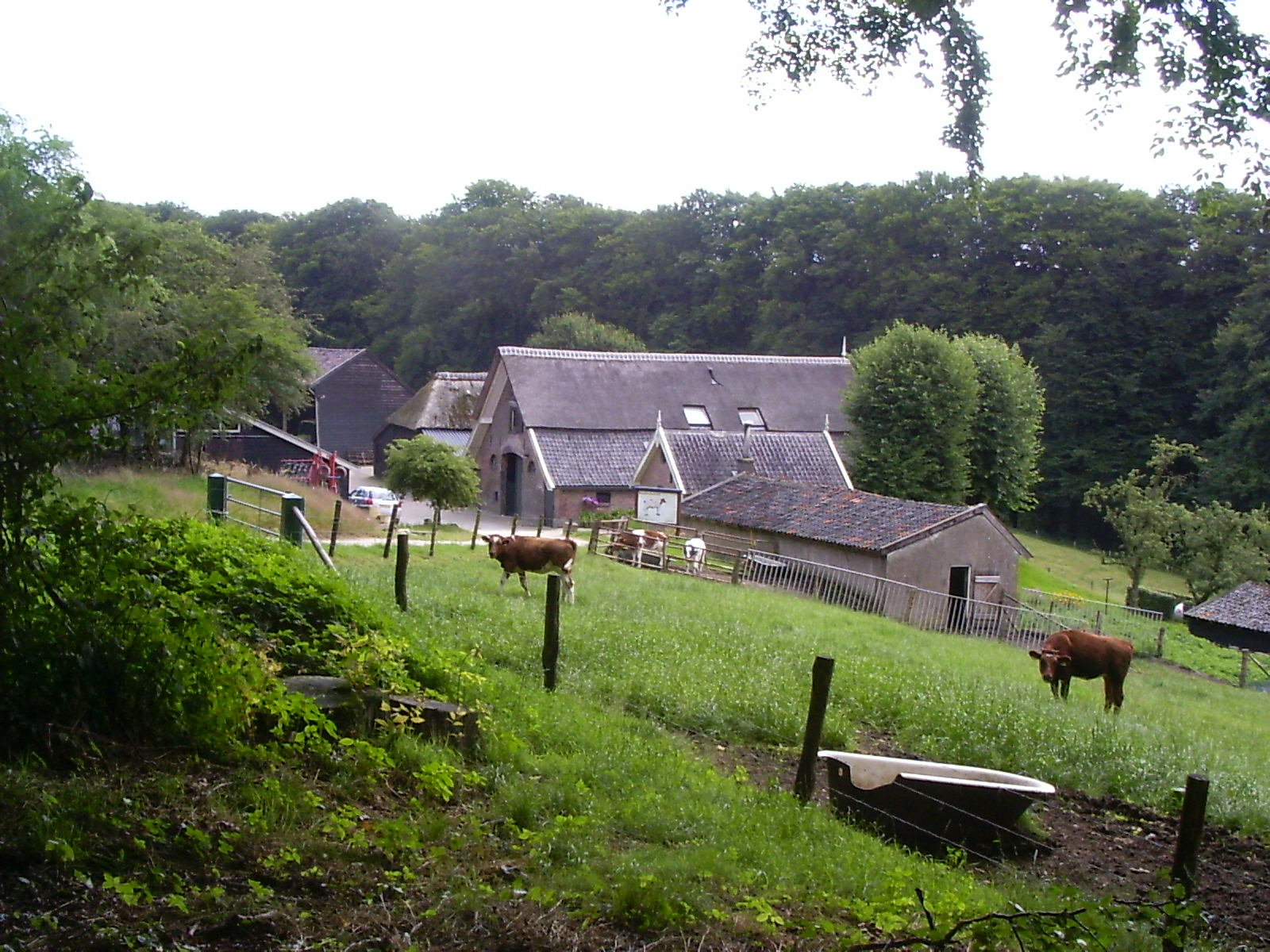
Farm Arnhemben

A farm egy olyan földterület, amelyet elsősorban mezőgazdasági tevékenységeknek szentelnek. Elsődleges célja az élelmiszer és egyéb növények termesztése, valamint az állattenyésztés. A farm az élelmiszertermelés alapvető létesítménye.
A fejlett országok farmjai erősen gépesítettek. A növénytermesztés gépesítése jelentősen csökkentette a szükséges mezőgazdasági munkások számát. Európában a hagyományos családi farm nagyobb termelési egységeknek adnak helyet. Ausztráliában néhány farm nagyon nagy, mivel a föld az éghajlati viszonyok miatt nem képes támogatni az állatállomány nagy sűrűségét. A kevésbé fejlett országokban a kis farmok az általánosak, és a vidéki lakosok többsége önellátó gazdálkodást folytatnak, táplálják családjaikat és felesleges termékeiket a helyi piacon árusítják.

## Etimológia
A farm szó a középkori latin "firma" szóból származik, amely a francia "ferme" szó eredete is; ez a szó "fix szerződést" jelent. A "ferme" szó pedig a latin "firmus" melléknévre vezethető vissza, amely azt jelenti: "erős".
Egy farmot üzemeltethet egyetlen személy, egy család, egy közösség vagy egy cég; többféle terméket állíthat elő, illetve bármekkora lehet: egy hektár töredékétől több ezer hektárig.

## Történet
A gazdálkodás sokat fejlődött az emberiség történelme alatt. A vadászó-gyűjtögető életmódból a mezőgazdasági életmódra váltást neolit forradalomnak nevezzük. Körülbelül 12.000 éve kezdődött, a holocén korszakban. Ez volt a mezőgazdaság első, történelmileg jelentős forradalma. A gazdálkodásban változásokat a brit mezőgazdasági forradalom hozott a 18. században, és a zöld forradalom hozott, a 20. század második felében.
A gazdálkodás a Közép-Kelettől Európáig terjedt. Kr.e. 4000-ben a Közép-Európában élő emberek ökröket használtak, hogy húzzák a kocsijukat.

## Fordítás
- Ez a szócikk részben vagy egészben  a   Farm című angol Wikipédia-szócikk fordításán alapul.  Az eredeti cikk szerkesztőit annak laptörténete sorolja fel. Ez a jelzés csupán a megfogalmazás eredetét és a szerzői jogokat jelzi, nem szolgál a cikkben szereplő információk forrásmegjelöléseként.